# Тим Бертон
Тимоти Волтер Бертон (енгл. Timothy Walter Burton; Бербанк, 25. август 1958) амерички је филмски редитељ, продуцент, сценариста и концептуални уметник.

## Каријера
Познат је по својим комедијама, али и озбиљним филмовима. Има дар да од филма са малим буџетом направи хит. Рођен је у Калифорнији. Детињство му је било чудно, сматрао је живот код куће и школу претешким. Добио је стипендију за студије на престижној филмској академији.
Винсент Прајс му је био омиљени глумац. Неки од његових филмова су: „Едвард Маказоруки“, „Битлђус“, „Бетмен“, „Повратак Бетмена“, „Чарли и фабрика чоколаде“, „Успавана долина“, „Мртва невеста“, „Свини Тод: Проклети берберин из улице Флит“. Музику за филмове прави Дени Елфман, фронтмен његове омиљене групе Оинго Боинго.
Женио се једанпут, али се развео. За Лизу Мери био је верен девет година, након чега су прекинули везу. Некадашња партнерка му је била енглеска глумица Хелена Бонам Картер, са којом има сина Билија и ћерку Нел.
После 40 година напустио је компанију Дизни 2022. године.

## Филмографија
| Година | Назив                                     | Дистрибутер |
| ------ | ----------------------------------------- | ----------- |
| 1985.  | Пи-Вијева велика авантура                 |             |
| 1988.  | Битлђус                                   |             |
| 1989   | Бетмен                                    |             |
| 1990.  | Едвард Маказоруки                         |             |
| 1992   | Повратак Бетмена                          |             |
| 1993.  | Ноћна мора пре Божића                     |             |
| 1994.  | Ед Вуд                                    |             |
| 1996.  | Марс напада!                              |             |
| 1999   | Успавана долина                           |             |
| 2001.  | Планета мајмуна                           |             |
| 2003.  | Крупна риба                               |             |
| 2005.  | Чарли и фабрика чоколаде                  |             |
| 2005.  | Мртва невеста                             |             |
| 2007.  | Свини Тод: Паклени берберин из улице Флит | /           |
| 2010   | Алиса у земљи чуда                        |             |
| 2012.  | Мрачне сенке                              |             |
| 2012.  | Франкенвини                               |             |
| 2014.  | Велике очи                                |             |
| 2016.  | Дом госпођице Перегрин за чудновату децу  |             |
| 2019.  | Дамбо                                     |             |
| 2024.  | Битлђус Битлђус                           |             |